# Juramento solene do Presidente da República Portuguesa

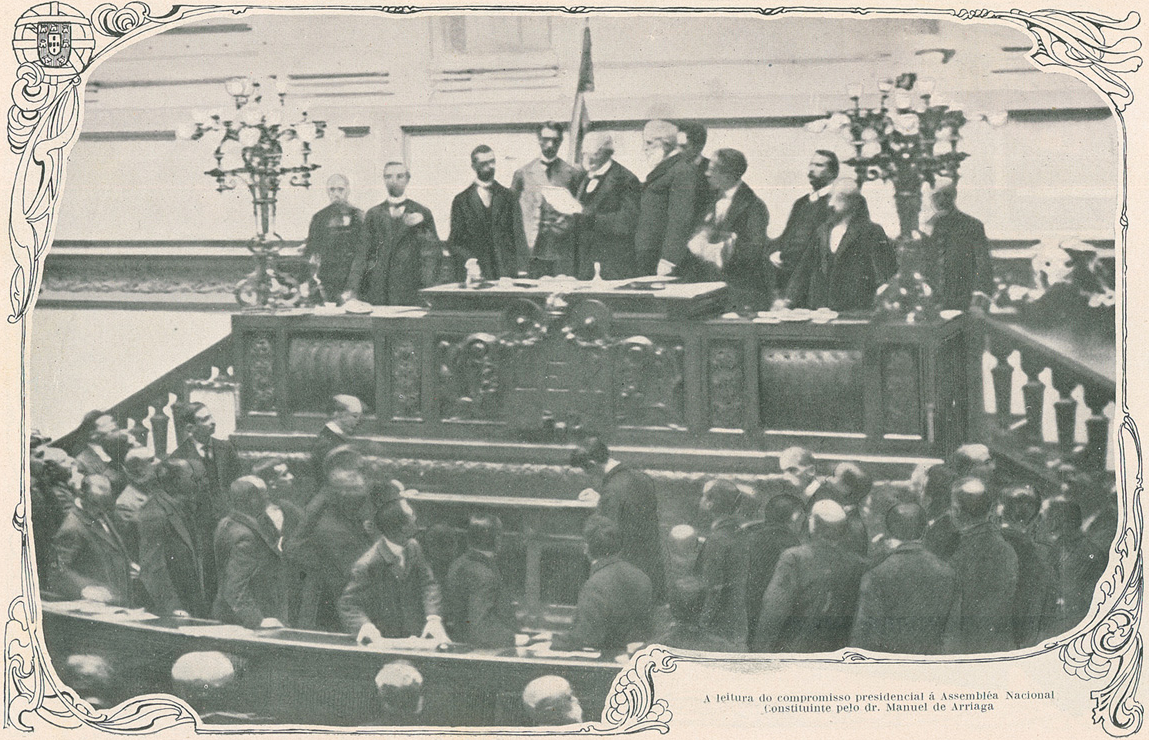
O Presidente Manuel de Arriaga foi o primeiro a proferir o juramento solene, sob a presidência de Anselmo Braamcamp Freire, a 24 de Agosto de 1911.

O juramento solene do Presidente da República Portuguesa é o juramento que o Presidente eleito da República Portuguesa presta perante a Assembleia da República imediatamente antes de assinar o auto de posse do cargo de Presidente da República Portuguesa. A fórmula do juramento é especificada no Artigo 127.º da actual Constituição da República Portuguesa.

## Fórmula
A fórmula constitucional actual do juramento, proferida pelos Presidentes eleitos da Terceira República Portuguesa (António Ramalho Eanes, Mário Soares, Jorge Sampaio, Aníbal Cavaco Silva, e Marcelo Rebelo de Sousa) é a seguinte:

Juro por minha honra desempenhar fielmente as funções em que fico investido e defender, cumprir e fazer cumprir a Constituição da República Portuguesa.— Constituição de 1976, Art. 127.º

### Antigas fórmulas
Durante a Monarquia constitucional, os Monarcas prestavam perante o Presidente da Câmara dos Pares, em sessão conjunta das Cortes, o seguinte juramento:
Juro Manter a Religião Católica, Apostólica Romana, a integridade do Reino, observar e fazer observar a Constituição Política da Nação Portuguesa, e mais Leis do Reino e prover ao Bem geral da Nação, quanto em Mim Couber.— Carta Constitucional de 1826, Art. 76.º
Durante a Primeira República Portuguesa, os Presidentes afirmavam uma declaração de compromisso, conforme codificado na Constituição de 1911. Foi esta a fórmula proferida pelos Presidentes Manuel de Arriaga em 1911, Teófilo Braga em 1915, Bernardino Machado em 1915 e em 1925, João do Canto e Castro em 1918, António José de Almeida em 1919, Manuel Teixeira Gomes em 1923.
Afirmo solenemente, pela minha honra, manter e cumprir com lealdade e fidelidade a Constituição da República, observar as leis, promover o bem geral da Nação, sustentar e defender a integridade e a independência da Pátria Portuguesa.— Constituição de 1911, Art. 43.º
Com a Constituição de 1933, que vigorou durante a Segunda República Portuguesa, o compromisso de honra manteve-se praticamente inalterado no conteúdo.
Juro manter e cumprir leal e fielmente a Constituição da República, observar as leis, promover o bem geral da Nação, sustentar e defender a integridade e a independência da Pátria Portuguesa.— Constituição de 1933, Art. 75.º
Após a Revolução de 25 de Abril de 1974, a Junta de Salvação Nacional decretou, com força de lei constitucional, uma organização política transitória em vigor até à promulgação da Constituição de 1976. A declaração de compromisso do Presidente da República (António de Spínola e Francisco da Costa Gomes), que é agora designado pela e toma posse perante a Junta de Salvação Nacional, passa a ser a seguinte:
Juro, por minha honra, garantir o exercício de todos os direitos e liberdades dos cidadãos, observar e fazer cumprir as leis, promover o bem geral da Nação e defender a independência da Pátria Portuguesa.— Lei 3/74 de 14 de Maio, Art. 6.º